# Van Speijkklasse
De Van Speijkklasse was een serie fregatten van de Koninklijke Marine.
De naamgever van de klasse werd genoemd naar Jan van Speijk, kanonneerbootcommandant tijdens de Belgische opstand van 1830.

## Schepen
| Schip               | Pennantnummer | Bouwer                    | Kiellegging    | Tewaterlating    | In dienst        | Uit dienst                                                        |
| ------------------- | ------------- | ------------------------- | -------------- | ---------------- | ---------------- | ----------------------------------------------------------------- |
| Hr.Ms. Van Speijk   | F802          | NDSM, Amsterdam           | 1 oktober 1963 | 5 maart 1965     | 14 april 1967    | 1987 (verkocht aan Indonesië als Slamet Riyadi (352))             |
| Hr.Ms. Van Galen    | F803          | KM de Schelde, Vlissingen | 25 juli 1963   | 19 juni 1965     | 1 maart 1967     | 1987 (verkocht aan Indonesië als Yos Sudarso (353))               |
| Hr.Ms. Tjerk Hiddes | F804          | NDSM, Amsterdam           | 1 juni 1964    | 17 december 1965 | 16 augustus 1967 | 1986 (verkocht aan Indonesië als Ahmad Yani (351))                |
| Hr.Ms. Van Nes      | F805          | KM de Schelde, Vlissingen | 25 juli 1965   | 26 maart 1966    | 9 augustus 1967  | 1988 (verkocht aan Indonesië als Oswald Siahaan (354))            |
| Hr.Ms. Isaac Sweers | F814          | NDSM, Amsterdam           | 5 mei 1965     | 10 maart 1967    | 15 mei 1968      | 1990 (verkocht aan Indonesië als Karel Satsuitubun (356))         |
| Hr.Ms. Evertsen     | F815          | KM de Schelde, Vlissingen | 6 juli 1965    | 18 juni 1966     | 21 december 1967 | 1989 (verkocht aan Indonesië als Abdul Halim Perdanakusuma (355)) |

## Achtergrond
De fregatten van de Van Speijkklasse werden in de jaren zestig van de twintigste eeuw gebouwd naar het ontwerp van de Engelse Leanderklasse (Improved Type 12).
Aanvankelijk waren vier schepen gepland voor de vervanging van enkele oude fregatten en patrouilleschepen: de Johan Maurits van Nassau, de Van Speijk, de Willem van der Zaan en de Queen Wilhelmina. De ingebruikname was voorzien voor 1965. Doordat er wat extra ruimte op de begroting kwam zijn nog twee schepen meer besteld. De hoeveelheid tekenwerk viel achteraf tegen, waardoor het begin van de bouw werd uitgesteld en de bouw zelf ook uitliep. Ook nog door stijgende loonkosten liepen de werven tegen een financieel verlies aan, dat in 1968 door de marine gecompenseerd werd.
Inmiddels waren na de Nieuw-Guineaperiode ook al 3 oude S-klasse torpedobootjagers uit dienst gesteld en werden tijdens de bouw van de Van Speijkklasse ook de verouderde fregatten van de Van Amstelklasse uit dienst genomen, waardoor uiteindelijk 13 schepen vervangen werden.

## Constructie
De fregatten van de Van Speijkklasse waren iets kleiner dan de Engelse halfzusterschepen. Ze hadden een bredere navigatiebrug, met een beter zicht naar achteren en dwarsscheeps en waren gemakkelijk te herkennen aan de Nederlandse radars.

## Boordcomputer
Voor deze schepen werd een semiautomatisch geïntegreerd vuurleidingssysteem ontwikkeld. Het eerste SEWACO systeem van de marine werd voor deze schepen gebouwd. Het waren de eerste schepen met een (vuurleidings-) computer aan boord.

## Bewapening
De fregatten van de Van Speijkklasse waren de eerste Nederlandse fregatten met helikopter en (Sea Cat) luchtdoelraketten aan boord.
De bewapening bestond verder uit 2 kanonnen van 114 mm (4,5 inch) in een dubbeltoren (Vickers Mk.6), 2 lanceerinrichtingen voor de Sea Cat luchtdoelraketten, een (Limbo) dieptebommortier en een (Westland Wasp) helikopter.

## Midlife update
Zoals opgenomen in de Defensienota 1974, werden de schepen in de periode 1977-1983 ingrijpend gemoderniseerd (ook wel MLM midlife modernisation genoemd). De term MLM werd ook wel gebruikt als aanduiding als de klasse sindsdien. De kanons werden vervangen door een lichtere (76 mm/ 3 inch) met hogere vuursnelheid en toegevoegd werden Harpoon zeedoelraketten en zes lanceerbuizen voor anti-onderzeeboottorpedo's. Het dieptebommortier werd verwijderd en de vrijgekomen ruimte werd benut om helikopterdek en hangar te vergroten, zodat een Lynx-helikopter aan boord kon worden meegenomen. De bemanning werd tevens teruggebracht van 256 naar 185 koppen.

## Verkopen
Tussen 1986 en 1990 werden alle schepen aan Indonesië verkocht. De schepen zijn nog steeds in dienst. De Indonesische marine is onlangs een moderniseringsprogramma voor de schepen gestart.